# 재판장의 녹음불허가 사건
재판장의 녹음불허가 사건은 유명한 대한민국 헌법재판소 판례이다.

## 사실관계
청구인은 법정에서 증인의 증언을 녹음하는 것을 허가해 달라고 재판장에게 신청하였는데 거절당하자 위헌법률심판제청을 신청하였으나 각하되자 이 사건을 헌법소원심판으로 청구하였다.

## 관련조문
- 법원조직법 제59조(녹화등의 금지) 누구든지 법정안에서는 재판장의 허가없이 녹화.촬영.중계방송등의 행위를 하지 못한다.

- 민사소송법 제159조(변론의 속기와 녹음) ① 법원은 필요하다고 인정하는 경우에는 변론의 전부 또는 일부를 녹음하거나， 속기자로 하여금 받아 적도록 명할 수 있으며， 당사자가 녹음 또는 속기를 신청하면 특별한 사유가 없는 한 이를 명 하여야 한다.

## 이유
사법행정행위라고 볼 것이지, 법원이 소송의 심리를 신속, 공평하고 충실하게 하기 위하여 소송당사자에 대하여 행하는 소송지휘권의 행사라고 할 수는 없다.
청구인은 헌법재판소법 제68조 제2항의 헌법소원으로서 이 사건 심판청구를 하고 있는 바, 이러한 헌법소원은 재판의 전제가 된 법률의 위헌 여부에 대하여 제기할 수 있는 것이므로, 위 이의신청이 재판절차임을 전제로 제기된 이 사건 심판청구는 위와 같은 헌법소원의 적법요건을 갖추지 못하였다.

## 참고 문헌
- 대한민국 헌법재판소 판례 2006.6.29. 2004헌가3 [각하]
- 정회철, 헌법중요판례 200, 여산, 2013.

## 같이 보기
- 재판